# Boliviocapsus
Boliviocapsus is een geslacht van wantsen uit de familie van de Miridae (Blindwantsen). Het geslacht werd voor het eerst wetenschappelijk beschreven door Carvalho & Fontes in 1967.

## Soorten
Het genus is monotypisch en bevat alleen de volgende soort:

- Boliviocapsus castaneus Carvalho & Fontes, 1967